# Dóris
Dóris (em grego Δωρίς, "a dadivosa") na mitologia grega, é uma das três mil Oceânides, divindades aquáticas. São filhas de Tétis, a Titânide, uma dos doze titãs, e mãe deTétis a nereida, que representa a fecundidade feminina do mar.
Dóris desposou Nereu, chamado “o velho do mar”. Este é filho de Gaia, a Terra, e de Pontos, o Mar profundo. Da união dos dois nasceram as 50 Nereides, divindades marinhas.
Além dessas cinquenta filhas, Dóris conceberá de seu esposo o jovem Nérites. Dotado de grande beleza, este será amado por Afrodite. Mas, por não querer seguir a deusa, abandonando o reino de seus pais, é metamorfoseado em concha. Dessa forma, acaba permanecendo para sempre junto de sua mãe.